# دوقية أقطانية
دوقية أقطانية (تُلفظ «آكيتاين» بالفرنسية، وينبغي عدم الخلط بينها وبين أقطانية الجديدة) هي دوقية تاريخية حكمت المنطقة التاريخية أقطانية في المناطق الغربية والوسطى والجنوبية من فرنسا الحالية إلى الجنوب من نهر لوار، وكانت تابعة في البداية للفرنجة ثم إنكلترا ثم الملك الفرنسي.
وكانت هذه الدوقية خليفةً لمملكة القوط الغربيين (418 – 721 م)، ورثت قُسطانية (برذال) لانغدوك (طولوشة).